# CD Projekt
CD Projekt S.A. (tiếng Ba Lan: [ˌt͡sɛˈdɛ ˈprɔjɛkt]) là một công ty phát triển, phát hành và phân phối trò chơi điện tử Ba Lan có trụ sở tại Warsaw được thành lập vào tháng 5 năm 1994 bởi Marcin Iwiński và Michał Kiciński. Iwiński và Kiciński từng làm việc trong ngành bán lẻ trò chơi điện tử trước khi thành lập CD Projeckt với mục đích ban đầu là phân phối các trò chơi điện tử nước ngoài tại thị trường Ba Lan. Bộ phận chịu trách nhiệm phát triển các trò chơi, có tên gọi CD Projekt Red, được thành lập vào năm 2002 và được biết đến rộng rãi sau khi phát triển dòng trò chơi The Witcher. Năm 2008, CD Projekt cho ra mắt dịch vụ phân phối điện tử GOG.com (ban đầu là Good Old Games).
Công ty bắt đầu hoạt động kinh doanh bằng việc dịch các trò chơi điện tử lớn sang tiếng Ba Lan và đã hợp tác với Interplay Entertainment trong hai trò chơi Baldur's Gate. Khi CD Projekt đang phát triển phiên bản PC của Baldur's Gate: Dark Alliance, Interplay gặp khó khăn về tài chính và trò chơi bị hủy bỏ. Công ty quyết định tái sử dụng mã lập trình của nó để phát triển một trò chơi của riêng mình mà sau này trở thành The Witcher, một trò chơi điện tử dựa trên các tác phẩm của Andrzej Sapkowski. Sau khi phát hành The Witcher, CD Projekt phát triển phiên bản console của trò chơi với tên gọi The Witcher: White Wolf; tuy nhiên các vấn đề trong quá trình phát triển và chi phí ngày một gia tăng đã đẩy công ty đến bờ vực phá sản. Sau đó CD Projekt phát hành The Witcher 2: Assassins of Kings vào năm 2011 và The Witcher 3: Wild Hunt vào năm 2015, trong đó The Witcher 3' đã nhận được nhiều giải thưởng Trò chơi của năm. Năm 2020, công ty phát hành Cyberpunk 2077, một trò chơi nhập vai thế giới mở dựa trên hệ thống trò chơi Cyberpunk 2020, cũng như thành lập một studio mới tại Wrocław.
CD Projekt cung cấp dịch vụ phân phối trò chơi điện tử GOG.com để giúp người chơi tìm những trò chơi lâu đời. Sứ mệnh của nó là cung cấp các trò chơi không bị quản lý bản quyền kỹ thuật số (DRM) và hiện nay đã bao gồm cả những trò chơi AAA và indie mới. Công ty phản đối việc sử dụng DRM trong các trò chơi điện tử, và hy vọng rằng các nội dung tải về miễn phí sẽ trở thành tiêu chuẩn trong ngành. CD Projekt xem việc duy trì sự độc lập của mình là một trong những chiến lược quan trọng nhất. Tính đến tháng 9 năm 2017, CD Projekt là công ty trò chơi điện tử đại chúng có giá trị cao nhất tại Ba Lan ở mức 2,3 tỉ đô la Mỹ. Con số này tăng lên thành 8,1 tỉ đô la Mỹ vào tháng 5 năm 2020, giúp công ty vượt qua Ubisoft để trở thành công ty lớn nhất trong ngành công nghiệp trò chơi điện của châu Âu. CD Projekt lọt vào danh sách WIG20 bao gồm 20 công ty lớn nhất trên sàn giao dịch Warsaw Stock Exchange vào tháng 3 năm 2018.

## Lịch sử

### Thành lập

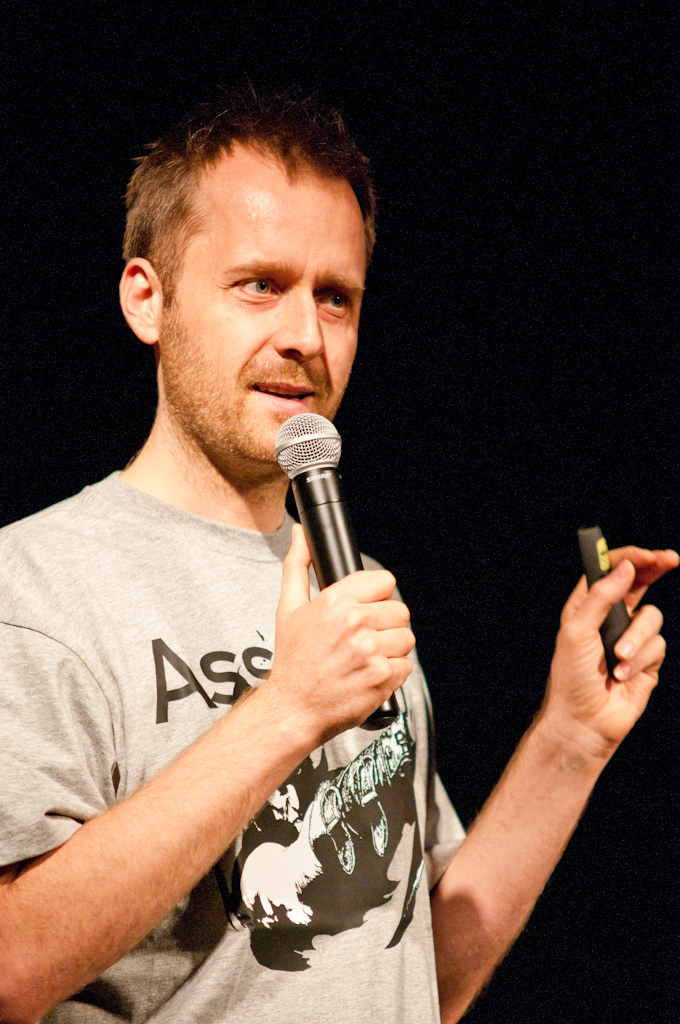
Nhà đồng sáng lập CD Projekt Marcin Iwiński vào năm 2011

CD Projekt được thành lập vào tháng 5 năm 1994 bởi Marcin Iwiński và Michał Kiciński. Theo Iwiński, hồi nhỏ anh thích chơi các trò chơi điện tử nhưng chúng rất hiếm khi Ba Lan vẫn còn là một nước cộng sản. Đến khi học cấp ba, Marcin Iwiński bắt đầu bán phiên bản lậu của các trò chơi điện tử phương Tây tại một khu chợ ở Warsaw. Ở trường cấp ba, Iwiński gặp Kiciński và hai người trở thành cộng sự; lúc đó Kiciński cũng đang bán các trò chơi điện tử.
Với mong muốn hoạt động kinh doanh một cách hợp pháp, Iwiński và Kiciński bắt đầu nhập khẩu trò chơi từ các nhà bán lẻ Mỹ và là những người đầu tiên nhập khẩu các trò chơi CD-ROM tại Ba Lan. Sau khi Ba Lan chuyển sang vận hành một nền kinh tế chủ yếu mang tính thị trường, hai người đã thành lập công ty của riêng mình. Iwiński và Kiciński thành lập CD Projekt trong quý hai năm 1994. Với số vốn chỉ 2.000 đô la Mỹ, họ đã dùng căn hộ của một người bạn làm văn phòng miễn phí.
Khi vừa được thành lập, thách thức lớn nhất của CD Projekt là tình trạng trò chơi điện tử lậu. Họ là một trong những công ty đầu tiên tại Ba Lan tiến hành địa phương hóa các trò chơi; theo Iwiński, phần lớn sản phẩm của công ty được bán cho các cửa hàng nhỏ. CD Projekt bắt đầu địa phương hóa một phần cho các nhà phát triển như Seven Stars và Leryx-LongSoft vào năm 1996, và chuyển sang địa phương hóa toàn bộ sau đó một năm. Theo Iwiński, một trong những trò chơi đầu tiên mà họ đã địa phương hóa thành công là Ace Ventura; các phiên bản địa phương hóa trước đó chỉ bán được hàng trăm bản còn Ace Ventura thì bán được hàng nghìn bản, khẳng định sự thành công của phương pháp địa phương hóa của công ty. Sau khi đã chắc chắn về phương pháp của mình, CD Projekt tiếp cận BioWare và Interplay Entertainment để địa phương hóa Baldur's Gate. Họ kỳ vọng trò chơi sẽ nổi tiếng tại Ba Lan, và cảm thấy không nhà bán lẻ nào có khả năng dịch trò chơi từ tiếng Anh sang tiếng Ba Lan. Nhằm giúp trò chơi được biết đến rộng rãi hơn tại Ba Lan, CD Projekt đã bổ sung thêm các vật phẩm vào bao bì của trò chơi và thuê các diễn viên Ba Lan nổi tiếng để lồng tiếng cho các nhân vật. Nỗ lực đầu tiên của họ đã thành công khi trò chơi bán được 18.000 bản ngay trong ngày phát hành (cao hơn doanh dố trung bình của các trò chơi khác lúc bấy giờ).
Sau khi Baldur's Gate được phát hành, CD Projekt tiếp tục hợp tác với Interplay để phát triển phiên bản dành cho PC của phần tiếp theo Baldur's Gate: Dark Alliance. Để làm việc này, CD Projekt đã tuyển dụng Sebastian Zieliński (người đã phát triển Mortyr 2093-1944) và Adam Badowski. Sáu tháng sau khi quá trình phát triển bắt đầu, Interplay gặp phải các vấn đề tài chính và hủy bỏ phiên bản PC. CD Projekt tiếp tục địa phương hóa các trò chơi khác và nhận được giải thưởng Business Gazelle vào năm 2003 và 2004.

### CD Projekt RED

Logo của CD Projekt Red từ tháng 5 năm 2014

Sau khi Dark Alliance bị hủy bỏ, các nhà sáng lập của CD Projekt không còn hứng thú với việc phân phối và băn khoăn liệu công ty nên tiếp tục hoạt động như một hãng phân phối hay một nhà phát triển. Vì mã lập trình của trò chơi thuộc sở hữu của CD Projekt, công ty dự định sử dụng nó để phát triển trò chơi đầu tiên của riêng mình. Họ muốn phát triển một dòng trò chơi dựa trên loạt tiểu thuyết Wiedźmin của Andrzej Sapkowski, những tác phẩm khá nổi tiếng tại Ba Lan, và tác giả đã chấp nhận đề nghị của công ty. Tác quyền của loạt tiểu thuyết từng được bán cho Metropolis Software vào năm 1997 và một phiên bản sơ khai của trò chơi đầu tiên đã ra đời nhưng sau đó không được sử dụng. CD Projekt mua lại tác quyền của Wiedźmin vào năm 2002. Theo Iwiński, lúc này anh và Kiciński không hề biết cách phát triển một trò chơi điện tử.
CD Projekt Red đã phát triển xong một bản demo trong một năm. "Nó dở tệ," Adam Badowski cười và nói. "Bọn tôi đã cố thuyết phục Marcin và Michal không đi gặp đối tác lần đầu tiên với bản demo đó, nhưng họ quyết định giới thiệu nó với một loạt các hãng phát hành ở khắp châu Âu trên chiếc máy tính xách tay đắt tiền và có hiệu năng cao nhất có thể", Iwiński bổ sung. Sau hai tuần họp hành, chúng tôi nhận được hai email với nội dung, theo giọng điệu lịch sự của người Anh, rằng, "Trò chơi không hay lắm". Nên họ gần như đã nói: "Về nhà đi các cậu". Chúng tôi cảm thấy tan nát và nghĩ, "Lạy chúa, mình kém quá".
Để phát triển trò chơi, công ty đã thành lập một studio phát triển trò chơi điện tử tại Łódź vào năm 2002 với tên gọi CD Projekt Red Sp. z o.o. do Sebastian Zieliński điều hành. Studio đã sản xuất một bản demo của trò chơi mà sau này Adam Badowski cho là "dở tệ". Bản demo là một trò chơi nhập vai có góc nhìn từ trên xuống tương tự như Dark Alliance và Diablo, đồng thời sử dụng cùng một game engine với Mortyr. Iwiński và Kiciński đã cho một số hãng phát hành xem bản demo nhưng đều bị từ chối. Văn phòng tại Łódź đóng cửa và các nhân viên, trừ Zieliński, quay trở lại trụ sở công ty ở Warsaw.
Zieliński rời khỏi công ty và Kiciński tiếp tục chỉ đạo dự án. Phiên bản demo của trò chơi bị hủy bỏ. Theo CD Projekt, đội ngũ phát triển có những ý kiến bất đồng về trò chơi và thiếu một định hướng tổng thể; do đó việc phát triển trò chơi được bắt đầu lại từ đầu vào năm 2003. Không có kinh nghiệm phát triển trò chơi điện tử, đội ngũ đã phải dành gần hai năm để tổ chức việc sản xuất. Bioware đã hỗ trợ CD Projekt bằng cách chia sẻ với họ không gian trưng bày của mình tại E3 2004 để quảng bá trò chơi. BioWare cũng cho phép họ sử dụng engine Aurora của mình.
Chi phí phát triển trò chơi vượt quá dự tính. Đội ngũ phát triển ban đầu chỉ có 15 thành viên đã mở rộng ra khoảng 100 người với chi phí lên đến 20 triệu złoty. Theo Iwiński, một số nội dung đã bị loại bỏ khỏi trò chơi vì lý do ngân sách nhưng tính cách của các nhân vật vẫn được giữ lại. Tuy nhiên, việc dịch các văn bản trong trò chơi từ tiếng Ba Lan sang tiếng đã gặp phải khó khăn. Atari đồng ý phát hành trò chơi. Sau 5 năm phát triển, trò chơi đã giúp loạt tiểu thuyết Wiedźmin được độc giả trên khắp thế giới biết đến, nên công ty quyết định sử dụng tên tiếng Anh cho trò chơi là The Witcher, được đặt bởi Adrian Chmielarz. The Witcher được phát hành vào năm 2007 và nhận được phản hồi tích cực.
Trò chơi đạt doanh thu khả quan và các phần tiếp theo bắt đầu được phát triển gần như ngay sau đó. Đội ngũ bắt đầu công đoạn thiết kế cho The Witcher 2: Assassins of Kings, và thử nghiệm với hệ máy console nhằm phát triển một engine mới cho The Witcher 3. Quá trình phát triển bị gác lại khi đội ngũ bắt đầu thực hiện The Witcher: White Wolf, phiên bản console của The Witcher. Mặc dù đội ngũ đã hợp tác với studio Pháp Widescreen Games, nhưng việc phát triển phiên bản này đã lâm vào bế tắc. Widescreen đòi hỏi thêm nhiều nhân lực, chi phí và thời gian, cũng như cáo buộc rằng họ không được trả tiền; mặc dù theo Iwiński thì CD Projekt đã trả cho họ nhiều tiền hơn cả chính đội ngũ nhân viên của mình. Đội ngũ hủy bỏ dự án và dừng việc phát triển The Witcher: White Wolf. Không hài lòng với quyết định này, Atari yêu cầu CD Projekt bồi thường khoản tiền mà Atari đã đầu tư cho việc phát triển phiên bản console, và Iwiński đã chấp nhận giao cho Atari việc phát hành phần tiếp theo, The Witcher 2, tại Bắc Mỹ. CD Projekt mua lại Metropolis Software vào năm 2008.

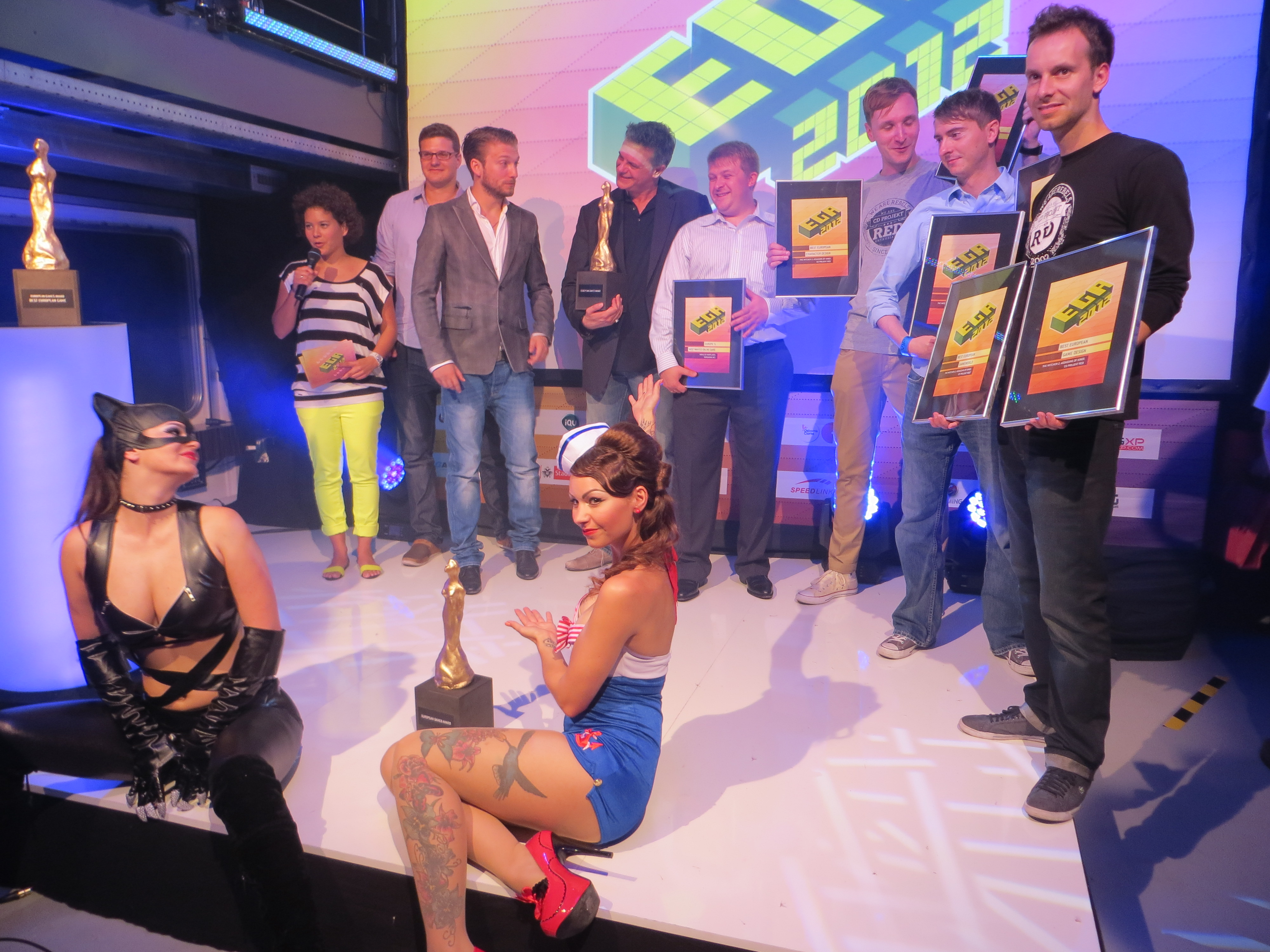
CD Projekt Red nhận giải thưởng Trò chơi điện tử châu Âu cho The Witcher 2 tại Gamescom 2012

Những tranh chấp về White Wolf đã rất tốn kém với CD Projekt; công ty phải đối mặt với nguy cơ phá sản, một phần vì cuộc khủng hoảng tài chính 2007–08. Để duy trì hoạt động, đội ngũ đã quyết định tập trung cho The Witcher 2 với engine của Witcher 3. Khi engine này (có tên gọi Red Engine) được hoàn thành, nó sẽ cho phép đội ngũ phát triển phiên bản console của trò chơi. Để phát triển The Witcher 2, công ty đã ngừng việc phát triển They, một trò chơi bắn súng góc nhìn thứ nhất của Metropolis. Sau ba năm rưỡi phát triển, The Witcher 2: Assassins of Kings được phát hành vào năm 2011 và nhận được khen ngợi từ giới phê bình cũng như đạt doanh số hơn 1,7 triệu bản.
Sau The Witcher 2, CD Projekt muốn phát triển một trò chơi thế giới mở có chất lượng tương đương với các trò chơi khác của công ty nhưng được bổ sung các tính năng mới để tránh bị chỉ trích rằng phần tiếp theo là Witcher 2.5. Họ muốn phá vỡ giới hạn đồ họa của trò chơi và chỉ phát hanh trò chơi trên PC và các hệ máy console thế hệ thứ tám. Điều này đã làm dấy lên tranh cãi trong nội bộ đội ngũ khi một số thành viên muốn phát hành trò chơi trên cả các hệ máy cũ nhằm thu về mức lợi nhuận tối đa. The Witcher 3: Wild Hunt mất ba năm rưỡi để phát triển và tiêu tốn 81 triệu đô la Mỹ. Sau nhiều lần trì hoãn, trò chơi được phát hành vào tháng 5 năm 2015 và được giới phê bình khen ngợi. Wild Hunt cũng thành công về mặt thương mại khi bán được 6 triệu bản trong sáu tuần kể từ khi được phát hành và mang về 236 triệu złoty (62,5 triệu đô la Mỹ) lợi nhuận trong nửa đầu năm 2015. Đội ngũ đã phát hành 16 nội dung tải về miễn phí và 2 bản mở rộng trả phí, Hearts of Stone và Blood and Wine. CD Projekt cũng đã phát hành thêm hai trò chơi The Witcher khác: The Witcher Adventure, một board game trên PC, iOS và Android, và The Witcher: Battle Arena, một trò chơi MOBA trên iOS và Android.
Tháng 12 năm 2015, CD Projekt Red giành chiến thắng ở hạng mục "Nhà phát triển của năm" tại lễ trao giải The Game Awards 2015. Tháng 3 năm 2016, công ty thông báo họ đang phát triển một trò chơi nhập vai mới dự kiến sẽ được phát hành trong khoảng thời gian từ năm 2017 đến năm 2021. Họ cũng công bố các kế hoạch mở rộng quy mô, trong đó bộ phận Red sẽ được mở rộng gấp hai lần. Tại E3 2016, công ty giới thiệu Gwent: The Witcher Card Game, một trò chơi được dựa trên  based on the popular card game known as Gwent from The Witcher 3.
Tháng 3 năm 2018, CD Projekt công bố thành lập một studio mới tại Wrocław để hỗ trợ phát triển Cyberpunk 2077. Được mua lại từ studio Strange New Things, studio này do cựu giám đốc vận hành của Techland Paweł Zawodny điều hành và bao gồm các cựu nhân viên của Techland, IO Interactive và CD Projekt Red. Tháng 8 năm 2018, CD Projekt thành lập Spokko, một studio tập trung vào việc phát triển các trò chơi di động.

## Trò chơi đã phát triển
Sau khi phát triển ba trò chơi Witcher, CD Projekt Red quyết định rằng The Witcher 3: Wild Hunt sẽ là trò chơi cuối cùng về Geralt. Về tương lai của Witcher, giám đốc phát triển của The Witcher 3 Konrad Tomaszkiewicz cho biết vào tháng 5 năm 2016 rằng anh hy vọng sẽ tiếp tục phát triển dòng trò chơi trong tương lai, nhưng hiện chưa có kế hoạch gì. Tính đến năm 2017, dòng trò chơi đã đạt doanh số hơn 33 triệu bản.
Dự án gần đây nhất của công ty là Cyberpunk 2077, một trò chơi nhập vai thế giới mở dựa trên Cyberpunk 2020 của Mike Pondsmith. Được giới thiệu lần đầu tiên vào năm 2012 và do một đội ngũ toàn cầu phát triển, trò chơi được CD Projekt mô tả là "có quy mô lớn hơn nhiều" so với The Witcher 3. Ban đầu, công ty dự kiến phát hành Cyberpunk 2077 vào 16 tháng 4 năm 2020, nhưng việc này đã bị hoãn ba lần đến các ngày 17 tháng 9,, 19 tháng 11 và 10 tháng 12 năm 2020. Văn phòng của CD Projekt tại Kraków, được thành lập để hỗ trợ phát triển các trò chơi trước đây của công ty, dự kiến sẽ phát triển những trò chơi của riêng mình trong tương lai. CD Projekt Red hiện có kế hoạch phát hành một trò chơi AAA nữa trong năm 2021.
| Năm  | Trò chơi                                   | Nền tảng                                                                                    | Ghi chú                                                        |
| ---- | ------------------------------------------ | ------------------------------------------------------------------------------------------- | -------------------------------------------------------------- |
| 2007 | The Witcher                                | macOS, Microsoft Windows                                                                    | Phiên bản Enhanced Edition được phát hành vào năm 2008         |
| 2011 | The Witcher 2: Assassins of Kings          | Linux, macOS, Microsoft Windows, Xbox 360                                                   | Phiên bản Enhanced Edition được phát hành vào năm 2012         |
| 2014 | The Witcher Adventure Game                 | Android, iOS, macOS, Microsoft Windows                                                      | Hợp tác sản xuất với Can Explode                               |
| 2015 | The Witcher Battle Arena                   | Android, iOS                                                                                | Hợp tác sản xuất với Fuero Games                               |
| 2015 | The Witcher 3: Wild Hunt                   | Microsoft Windows, PlayStation 4, Xbox One, Nintendo Switch, PlayStation 5, Xbox Series X/S |                                                                |
| 2015 | The Witcher 3: Wild Hunt – Hearts of Stone | Microsoft Windows, PlayStation 4, Xbox One, Nintendo Switch, PlayStation 5, Xbox Series X/S | Bản mở rộng của The Witcher 3                                  |
| 2016 | The Witcher 3: Wild Hunt – Blood and Wine  | Microsoft Windows, PlayStation 4, Xbox One, Nintendo Switch, PlayStation 5, Xbox Series X/S | Bản mở rộng của The Witcher 3                                  |
| 2018 | Gwent: The Witcher Card Game               | Microsoft Windows, PlayStation 4, Xbox One, iOS, Android                                    | Spinoff của một trò chơi thẻ bài trong The Witcher 3           |
| 2018 | Thronebreaker: The Witcher Tales           | Microsoft Windows, PlayStation 4, Xbox One, Nintendo Switch, iOS, Android                   | Ban đầu là một phần của Gwent với tên gọi Gwent: Thronebreaker |
| 2020 | Cyberpunk 2077                             | Microsoft Windows, PlayStation 4, Stadia, Xbox One, PlayStation 5, Xbox Series X/S          |                                                                |